# Chojnice
Chojnice (německy Konitz, kašubsky/pomořansky Chònice) je město v Polsku v Pomořském vojvodství, centrum chojnického okresu, ležící přibližně 120 km jihozápadně od města Gdaňsk. V roce 2024 zde žilo necelých 38 508 obyvatel.

## Historie

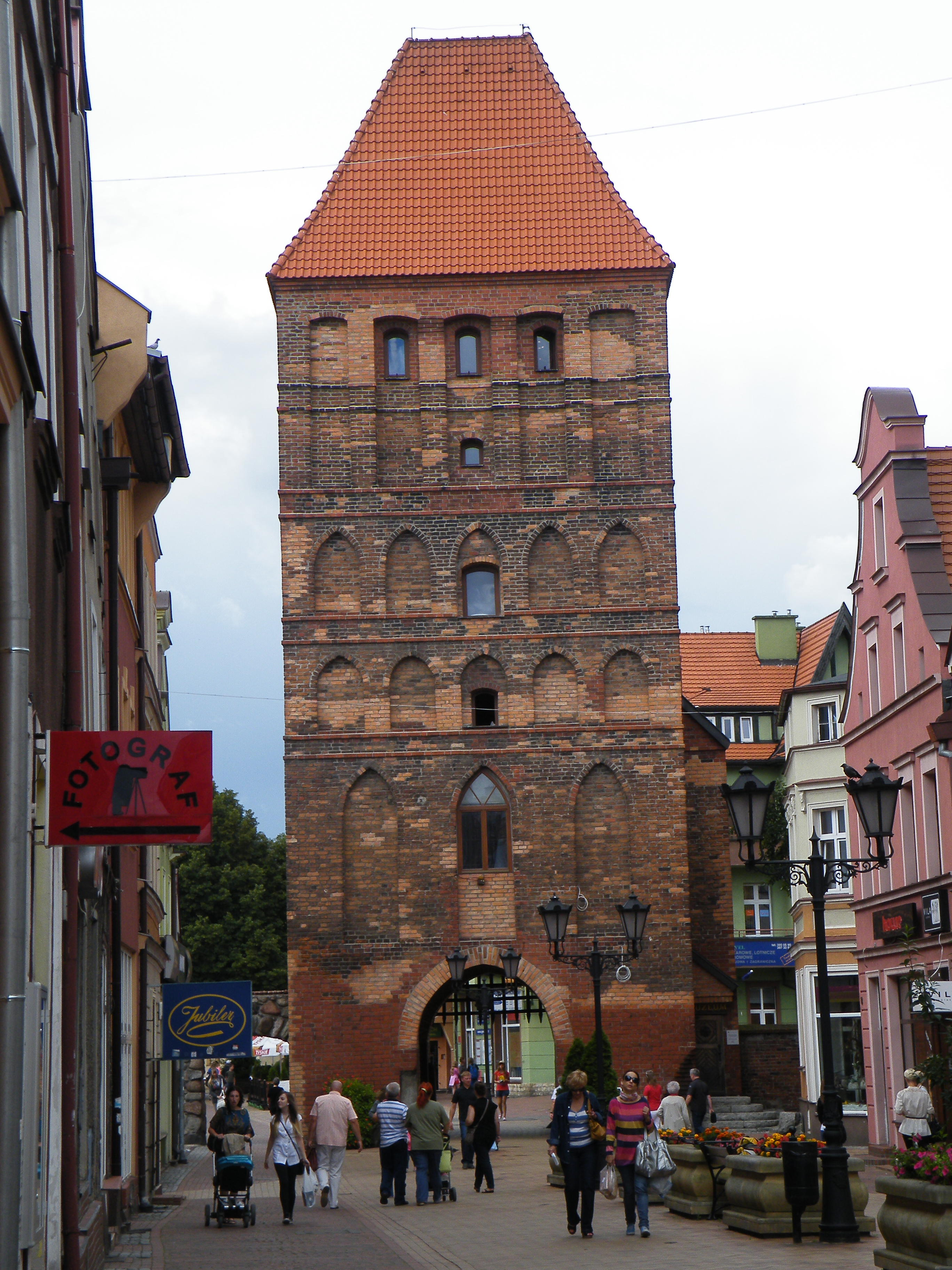
Człuchówská brána

První písemné zmínky o městě Chojnice pocházejí z roku 1275. V roce 1309 se Chojnice spolu se zbytkem Pomoří staly součástí Německého řádového státu. V polovině 14. století byl ve městě vybudován kostel sv. Jana Křtitele a založen augustiniánský klášter. Během tažení k Baltu se město v roce 1433 neúspěšně pokoušeli dobýt sirotci vedení Janem Čapkem ze Sán. Po porážce Řádu Poláky a uzavření míru v Toruni v roce 1466 se Chojnice staly součástí polského království. Město bylo zpustošeno Švédy v roce 1657.
Po prvním dělení Polska připadlo město v roce 1772 pruskému království a následně bylo až do roku 1918 součástí německého císařství. V roce 1868 byla do města dovedena železnice. Po první světové válce pak v meziválečném období oblast Pomoří včetně Chojnic připojila ke svému území druhá Polská republika. Během druhé světové války bylo město připojeno k Třetí říši. Od roku 1945 jsou Chojnice součástí Polska.

## Památky
- Gotické cihelné městské hradby s věžemi a s poslední zachovanou Czluchowskou bránou z druhé poloviny 14. století.
- Cihlový halový kostel Stětí sv. Jana Křtitele z poloviny 14. století s věží v západním štítu.
- Barokní kostel Zvěstování Nejsvětější Panny Marie.
- Muzeum historie a etnografie v Chojnici, otevřené roku 1932, poškozené během druhé světové války a znovuotevřeno v roce 1960.

## Významní rodáci
- Johann Titius (1729–1796), astronom, fyzik a biolog
- Willi Apel (1893–1988), muzikolog

## Partnerská města
- Emsdetten, Německo
- Bad Bevensen, Německo
- Bayeux, Francie
- Waalwijk, Nizozemsko
- Mazyr, Bělorusko
- Korsuň-Ševčenkivskyj, Ukrajina